# Trachylepis infralineata
Espèce
Synonymes
- Mabuya comorensis infralineata Boettger, 1913
- Mabuya infralineata Boettger, 1913

Trachylepis infralineata est une espèce de sauriens de la famille des Scincidae.

## Répartition
Cette espèce est endémique de l'île française Europa dans le canal du Mozambique.

## Publication originale
- Boettger, 1913 : Reptilien und Amphibien von Madagascar, den Inseln und dem Festland Ostafrikas. in Voeltzkow, Reise in Ost-Afrika in den Jahren 1903-1905 mit Mitteln der Hermann und Elise geb. Heckmann-Wentzel-Stiftung. Wissenschaftliche Ergebnisse. Systematischen Arbeiten. vol. 3, no 4, p. 269-376 (texte intégral).